# یک خواهشی ازتون دارم
یک خواهشی ازتون دارم (ایتالیایی: Mi fai un favore؛ معنای تحت‌اللفظی: یه لطفی در حقم بکنید) یک فیلم کمدی ایتالیایی است که در سال ۱۹۹۶ منتشر شد.

## گزیدهٔ بازیگران
- اورنلا موتی
- ماریا آملیا مونتی
- کلاودیو بیگالی
- جو چمپا
- آلساندرو گاسمان
- فرانکو اینترلنگی
- ماریزا مرلینی
- پائولا تیتسیانا کروچانی
- اوربانو باربرینی
- اوا آئولین